# Denuvo
Denuvo Antisabotaje, o Denuvo, es una tecnología de protección antimanipulaciones desarrollada por la compañía austriaca Denuvo Software Solutions GmbH, una compañía formada a través de la compra por la administración (por sus siglas en inglés - MBO) de Sony DADC Digital Works.
Se afirma por parte de Denuvo que su plataforma no es una solución de gestión de derechos digitales (DRM), ya que está diseñado para trabajar mediante la protección de las soluciones DRM existentes, como el de Origin de acceso en línea y el sistema de gestión de licencias de Steam.

## Tecnología
Los primeros informes sugirieron que Denuvo, «se cifra y descifra de forma continua a sí mismo por lo que es casi imposible de crackear». Denuvo Software Solutions ha declarado que la tecnología «no cifra y descifra los datos de forma continua en medios de almacenamiento. No sería de ningún beneficio hacerlo en términos de seguridad o de rendimiento». La empresa no ha revelado cómo funciona Denuvo. El grupo de warez chino 3DM afirmó haber derrotado a Denuvo el 1 de diciembre de 2014. El grupo afirmó que la tecnología utiliza una «máquina de cifrado de 64 bits» que requiere claves criptográficas únicas para el hardware específico de cada sistema instalado.
Más tarde, a principios de diciembre, el mismo grupo lanzó un crack para Dragon Age: Inquisition, que utiliza Denuvo para proteger el acceso en línea de Origin DRM de Electronic Arts. Pero esto tomó casi un mes, que es inusualmente largo para juegos de PC. Al preguntarles sobre el desarrollo, Denuvo reconoció que «todos los juegos protegidos finalmente se crackean». Ars Technica notó que la mayoría de las ventas legítimas de los juegos importantes ocurren dentro de los 30 días del lanzamiento, y que los distribuidores pueden considerar a Denuvo un éxito si eso significa que un juego tomó mucho más tiempo para ser crackeado.
En enero de 2016, 3DM reportó que casi renunció al intentar piratear Just Cause 3, que está protegido con Denuvo, debido a las dificultades asociadas con el proceso. También advirtieron que debido a las tendencias actuales de la tecnología de encriptación, en dos años el crakeado de los videojuegos puede llegar a ser imposible. Thomas Goebl de Denuvo cree que algunos juegos solo para consolas pueden ser lanzados a la PC en el futuro debido a esta tecnología. 3DM anuncia que se detendría todas las investigaciones sobre Denuvo y detendría el crakeado de todos los juegos de un solo jugador a partir de febrero de 2016 por un año entero, y ver si las ventas han aumentado en China en el plazo de un año. Después de unos días, el fundador de 3DM  «Bird sister» declaró que tienen una solución a la última versión Denuvo utilizado en Just Cause 3, Rise of the Tomb Raider, y FIFA 16, diciendo que nunca se rindieron. Sin embargo, los cracks no serían lanzados oficialmente, sino que tienen que ser obtenido por otros medios.
A principios de agosto de 2016, se informó de que la protección de Denuvo que se encuentra en Doom había sido puenteada. con «versiones» del puenteo de Just Cause 3, Rise of the Tomb Raider e Inside publicados poco tiempo después.
El 29 de enero de 2017, el grupo de warez italiano CPY crackeó Resident Evil 7: Biohazard en tan solo 5 días después de su lanzamiento, convirtiéndolo en el juego más rápido en haber sido crackeado con la última implementación de Denuvo. El 7 de mayo de 2017, la v4 de Denuvo había sido flanqueada  con la liberación de Prey y Sniper Ghost Warrior 3 por un tal Baldman.
El 30 de septiembre se anunció que el grupo STEAMPUNKS habría logrado un crack para FIFA 18 «apenas un día después de su lanzamiento». Esto, junto al anuncio del día anterior (29 de septiembre) sobre el crack de Total War: Warhammer II que también fue conseguido en apenas un día, ha hecho que muchos medios duden sobre la efectividad de Denuvo.

## Lista de juegos protegidos
Los juegos que afirman oficialmente (o mediante informes) usan Denuvo son los siguientes:
| Nombre                                   | Distribuidor                           | Desarrollador              | Fecha de lanzamiento | Fuente  | Crackeado    |
| ---------------------------------------- | -------------------------------------- | -------------------------- | -------------------- | ------- | ------------ |
| FIFA 15                                  | Electronic Arts                        | EA Canada                  | 2014-09-23           | [ 15 ]  | Si           |
| Lords of the Fallen                      | CI Games                               | Deck 13                    | 2014-10-28           | [ 17 ]  | Si           |
| Dragon Age: Inquisition                  | Electronic Arts                        | BioWare                    | 2014-11-18           | [ 19 ]  | Si           |
| Battlefield Hardline                     | Electronic Arts                        | Visceral Games             | 2015-03-17           | [ 21 ]  | Si           |
| Batman: Arkham Knight                    | Warner Bros. Interactive Entertainment | Rocksteady Studios         | 2015-06-23           | [ 23 ]  | Si           |
| Mad Max                                  | Warner Bros. Interactive Entertainment | Avalanche Studios          | 2015-09-01           | [ 25 ]  | Si           |
| Metal Gear Solid V: The Phantom Pain     | Konami                                 | Kojima Productions         | 2015-09-01           | [ 27 ]  | Si           |
| FIFA 16                                  | Electronic Arts                        | EA Canada                  | 2015-09-22           | [ 30 ]  | SI           |
| Star Wars: Battlefront                   | Electronic Arts                        | EA DICE                    | 2015-11-17           | [ 31 ]  | Si           |
| Just Cause 3                             | Square Enix                            | Avalanche Studios          | 2015-12-01           | [ 32 ]  | Si           |
| Rise of the Tomb Raider                  | Square Enix                            | Crystal Dynamics           | 2016-01-28           | [ 34 ]  | Si           |
| Unravel                                  | Electronic Arts                        | Coldwood Interactive       | 2016-02-09           | [ 37 ]  | Si           |
| Plants vs. Zombies: Garden Warfare 2     | Electronic Arts                        | PopCap Games               | 2016-02-23           | [ 38 ]  | Si           |
| Far Cry Primal                           | Ubisoft                                | Ubisoft Montreal           | 2016-03-01           | [ 39 ]  | Si           |
| Need for Speed                           | Electronic Arts                        | Ghost Games                | 2016-03-15           | [ 41 ]  | Si           |
| Eve: Gunjack                             | CCP Games                              | CCP Games                  | 2016-03-28           | [ 42 ]  | No           |
| Total War: Warhammer                     | SEGA                                   | Creative Assembly          | 2016-05-24           | [ 43 ]  | Si           |
| Edge of Nowhere                          | Insomniac Games                        | Insomniac Games            | 2016-06-06           | [ 44 ]  | No           |
| Mirror's Edge Catalyst                   | Electronic Arts                        | EA Digital Illusions CE    | 2016-06-07           | [ 45 ]  | Si           |
| Sherlock Holmes: The Devil's Daughter    | Bigben Interactive                     | Frogwares                  | 2016-06-10           | [ 48 ]  | Si           |
| ABZÛ                                     | 505 Games                              | Giant Squid Studios        | 2016-08-02           | [ 50 ]  | Si           |
| F1 2016                                  | Codemasters                            | Codemasters                | 2016-08-19           | [ 51 ]  | Si           |
| Deus Ex: Mankind Divided                 | Square Enix                            | Eidos Montréal             | 2016-08-23           | [ 52 ]  | Si           |
| Fernbus Simulator                        | Aerosoft GmbH                          | TML-Studios                | 2016-08-25           | [ 54 ]  | Si           |
| Champions of Anteria                     | Ubisoft                                | Blue Byte                  | 2016-08-30           | [ 55 ]  | Si           |
| God Eater Resurrection                   | Bandai Namco Entertainment             | Shift                      | 2016-08-30           | [ 57 ]  | Si           |
| God Eater 2: Rage Burst                  | Bandai Namco Entertainment             | Shift                      | 2016-08-30           | [ 59 ]  | Si           |
| Damaged Core                             | High Voltage Software                  | High Voltage Software      | 2016-08-30           | [ 61 ]  | No           |
| Pro Evolution Soccer 2017                | Konami                                 | PES Productions            | 2016-09-13           | [ 62 ]  | Si           |
| FIFA 17                                  | Electronic Arts                        | EA Canada                  | 2016-09-27           | [ 64 ]  | Si           |
| Rocksmith 2014 Remastered                | Ubisoft                                | Ubisoft San Francisco      | 2016-10-05           | [ 66 ]  | Si           |
| WRC 6 FIA World Rally Championship       | Bigben Interactive                     | Kylotonn                   | 2016-10-14           | [ 67 ]  | Si           |
| Battlefield 1                            | Electronic Arts                        | EA Digital Illusions CE    | 2016-10-21           | [ 68 ]  | Si           |
| Just Dance 2017                          | Ubisoft                                | Ubisoft Paris              | 2016-10-25           | [ 70 ]  | No           |
| Rock Band VR                             | Harmonix Music System                  | Harmonix Music System      | 2016-10-30           | [ 71 ]  | No           |
| Golfzon Driving Range                    | Golfzon                                | Golfzon                    | 2016-11-01           | [ 72 ]  | No           |
| Moto Racer 4                             | Microïds                               | Anuman                     | 2016-11-03           | [ 73 ]  | Si           |
| Football Manager 17                      | Sega                                   | Sports Interactive         | 2016-11-04           | [ 74 ]  | Si           |
| Dragon Front                             | High Voltage Software                  | High Voltage Software      | 2016-11-06           | [ 76 ]  | No           |
| Yesterday Origins                        | Microïds                               | Pendulo Studios            | 2016-11-10           | [ 77 ]  | Si           |
| Handball 17                              | Bigben Interactive                     | Eko Software               | 2016-11-11           | [ 79 ]  | No           |
| Dishonored 2                             | Bethesda Softworks                     | Arkane Studios             | 2016-11-11           | [ 80 ]  | Si           |
| Planet Coaster                           | Frontier Developments                  | Frontier Developments      | 2016-11-17           | [ 81 ]  | Si           |
| Watch Dogs 2                             | Ubisoft                                | Ubisoft Montreal           | 2016-11-29           | [ 82 ]  | Si           |
| Dead Rising 4                            | Capcom                                 | Capcom Vancouver           | 2016-12-06           | [ 84 ]  | Si           |
| Eagle Flight                             | Ubisoft                                | Ubisoft Montreal           | 2016-12-20           |         | No           |
| Resident Evil 7: Biohazard               | Capcom                                 | Capcom                     | 2017-01-24           | [ 85 ]  | Si           |
| Tales of Berseria                        | Bandai Namco Entertainment             | Bandai Namco Studios       | 2017-01-27           | [ 87 ]  | Si           |
| Conan Exiles                             | Funcom                                 | Funcom                     | 2017-01-31           | [ 89 ]  | Si           |
| Robinson: The Journey                    | Crytek                                 | Crytek                     | 2017-02-07           | [ 91 ]  | No           |
| For Honor                                | Ubisoft                                | Ubisoft Montreal           | 2017-02-14           | [ 92 ]  | Si           |
| Sniper Elite 4                           | Rebellion Developments                 | Rebellion Developments     | 2017-02-14           | [ 93 ]  | Si           |
| Halo Wars 2                              | Microsoft Studios                      | Creative Assembly          | 2017-02-21           |         | No           |
| Tom Clancy's Ghost Recon Wildlands       | Ubisoft                                | Ubisoft Paris              | 2017-03-07           | [ 82 ]  | Si           |
| Train Sim World: CSX Heavy Haul          | Dovetail Games                         | Dovetail Games             | 2017-03-16           |         | Si           |
| Nier: Automata                           | Square Enix                            | PlatinumGames              | 2017-03-17           | [ 94 ]  | Si           |
| Bulletstorm: Full Clip Edition           | Gearbox Publishing                     | People Can Fly             | 2017-04-07           | [ 96 ]  | Si           |
| Sniper: Ghost Warrior 3                  | CI Games                               | CI Games                   | 2017-04-25           | [ 97 ]  | Si           |
| Dragon Quest Heroes II                   | Square Enix                            | Omega Force                | 2017-04-25           | [ 99 ]  | Si           |
| Warhammer 40,000: Dawn of War III        | SEGA                                   | Relic Entertainment        | 2017-04-27           | [ 100 ] | Si           |
| Prey                                     | Bethesda Softworks                     | Arkane Studios             | 2017-05-05           | [ 101 ] | Si           |
| BattleZone                               | Rebellion Developments                 | Rebellion Developments     | 2017-05-11           | [ 104 ] | No           |
| Constructor                              | System 3                               | System 3                   | 2017-05-26           |         | Si           |
| Tekken 7                                 | Bandai Namco Entertainment             | Bandai Namco Studios       | 2017-06-02           | [ 105 ] | Si           |
| Hunting Simulator                        | Bigben Interactive                     | Neopica                    | 2017-06-09           |         | Si           |
| Lone Echo                                | Ready at Dawn                          | Ready at Dawn              | 2017-07-20           |         | No           |
| White Day: A Labyrinth Named School      | Sonnori Corp                           | Sonnori Corp               | 2017-08-22           |         | Si           |
| F1 2017                                  | Codemasters, Koch Media                | Codemasters                | 2017-08-25           |         | Si           |
| Sonic Mania                              | SEGA                                   | HeadCannon                 | 2017-08-29           | [ 106 ] | Si           |
| Life Is strange: Before the Storm        | Square Enix                            | Deck Nine Games            | 2017-08-31           | [ 107 ] | Si           |
| Monopoly Plus                            | Ubisoft                                | Ubisoft Pune               | 2017-09-07           |         | Si           |
| Pro Evolution Soccer 2018                | Konami                                 | PES Productions            | 2017-09-12           |         | Si           |
| Dishonored: Death of the Outsider        | Bethesda Softworks                     | Arkane Studios             | 2017-09-15           |         | Si           |
| WRC 7                                    | Bigben Interactive                     | Kylotonn                   | 2017-09-15           |         | Si           |
| Marvel vs. Capcom: Infinite              | Capcom                                 | Capcom                     | 2017-09-19           |         | Si           |
| Total War: Warhammer II                  | Sega                                   | Creative Assembly          | 2017-09-27           |         | Si           |
| FIFA 18                                  | Electronic Arts                        | EA Sports                  | 2017-09-29           |         | Si           |
| Middle-earth: Shadow of War              | Warner Bros. Interactive Entertainment | Monolith Productions       | 2017-10-10           |         | Si           |
| South Park: The Fractured but Whole      | Ubisoft                                | South Park Digital Studios | 2017-10-17           | [ 82 ]  | Si           |
| Assassin's Creed: Origins                | Ubisoft                                | Ubisoft Montreal           | 2017-10-27           | [ 108 ] | Si           |
| Sonic Forces                             | Sega                                   | Sonic Team                 | 2017-11-07           | [ 110 ] | Si           |
| TRANSROAD: USA                           | astragon Entertainment GmbH            | Deck13                     | 2017-11-09           | [ 111 ] | Si           |
| Football Manager 2018                    | Sega                                   | Sports Interactive         | 2017-11-10           | [ 113 ] | No           |
| Need for Speed Payback                   | Electronic Arts                        | Ghost Games                | 2017-11-10           | [ 114 ] | Si           |
| Injustice 2                              | Warner Bros. Interactive Entertainment | NetherRealm Studios        | 2017-11-14           | [ 115 ] | Si           |
| Star Wars Battlefront II                 | Electronic Arts                        | EA DICE                    | 2017-11-17           | [ 116 ] | Si           |
| Star Ocean: The Last Hope                | Square Enix                            | tri-Ace                    | 2017-11-28           | [ 117 ] | Si           |
| Dragon Ball FighterZ                     | Bandai Namco Entertainment             | Arc System Works           | 2018-01-26           | [ 119 ] | Si           |
| Final Fantasy XII: The Zodiac Age        | Square Enix                            | Square Enix                | 2018-02-02           | [ 120 ] | Si           |
| Fe                                       | Electronic Arts                        | Zoink                      | 2018-02-16           | [ 122 ] | No           |
| Sword Art Online: Fatal Bullet           | Bandai Namco Entertainment             | Dimps                      | 2018-02-23           | [ 123 ] | Si           |
| Puyo Puyo Tetris                         | Sega                                   | Sonic Team                 | 2018-02-27           | [ 125 ] | Si           |
| Final Fantasy XV                         | Square Enix                            | Square Enix                | 2018-03-07           | [ 126 ] | Si           |
| A Way Out                                | Electronic Arts                        | Hazelight Studios          | 2018-03-23           | [ 128 ] | Si           |
| Far Cry 5                                | Ubisoft                                | Ubisoft Montreal           | 2018-03-27           | [ 129 ] | Si           |
| Total War Saga: Thrones of Britannia     | SEGA                                   | Creative Assembly          | 2018-05-03           | [ 131 ] | Si           |
| Jurassic World Evolution                 | Frontier Developments                  | Frontier Developments      | 2018-06-12           | [ 132 ] | Si           |
| Bus Simulator 18                         | astragon Entertainment GmbH            | stillalive studios         | 2018-06-14           | [ 133 ] | Si           |
| The Awesome Adventures of Captain Spirit | Square Enix                            | DONTNOD Entertainment      | 2018-06-26           | [ 134 ] | No           |
| Monster Hunter: World                    | Capcom                                 | Capcom                     | 2018-08-09           | [ 135 ] | Si           |
| Shining Resonance Refrain                | Sega                                   | Sega                       | 2018-07-10           | [ 136 ] | No publicado |
| Yakuza 0                                 | Sega                                   | Sega                       | 2018-08-01           | [ 137 ] | Si           |
| Shenmue I & II                           | D3T                                    | Sega                       | 2018-08-21           | [ 138 ] | Si           |
| Shadow of the Tomb Raider                | Square Enix                            | Crystal Dynamics           | 2018-09-14           | [ 139 ] | Si           |
| Valkyria Chronicles 4                    | Sega                                   | Sega                       | 2018-09-25           | [ 140 ] | Si           |
| Assassin's Creed: Odyssey                | Ubisoft                                | Ubisoft Quebec             | 2018-10-05           | [ 141 ] | Si           |
| Metro Exodus                             | Deep Silver                            | 4A Games                   | 2019-02-15           | [ 142 ] | Si           |
| Anno 1800                                | Ubisoft                                | Blue Bye                   | 2019-04-16           | [ 143 ] | Si           |
| Resident Evil 2 Remake                   | Capcom                                 | Capcom                     | 2019-06-24           |         | Si           |
| Persona 4 Golden (PC)                    | Sega                                   | Atlus                      | 2020-06-13           |         | Si           |
| Horizon Zero Dawn (PC)                   | Steam                                  | Guerrilla Games            | 2020-08-07           |         | Si           |
| Planet Zoo                               | Frontier Developments                  | Frontier Developments      | 2019-09-05           |         | Si           |
| eFootball PES 2021                       | Konami                                 | Konami                     | 2020-09-14           |         | Si           |
| A Total War Saga: TROY                   | The Creative Assembly                  | Sega                       | 2020-08-13           |         | Si           |
| Mafia: Definitive Edition                | Hangar 13                              | 2K Games                   | 2020-09-24           |         | Si           |
| Death Stranding (PC)                     | Kojima Productions                     | Sony Interactive           | 2020-07-14           |         | Si           |
| Mortal Kombat 11                         | NetherRealm Studios                    | Warner Bros                | 2019-04-23           |         | Si           |
| Marvel's Avengers                        | Crystal Dynamics                       | Square Enix                | 2020-09-04           |         | Si           |
| Crysis Remastered                        | Crytek                                 | Epic Games                 | 2020-09-18           |         | Si           |
| Dragon's Dogma II                        | Capcom                                 | Capcom                     | 2024-03-22           |         |              |

## Lista de Juegos a los que se les eliminó la protección de Denuvo
A los siguientes juegos se les eliminó la protección Denuvo por los mismos desarrolladores.
| Nombre                            | Distribuidor       | Desarrollador         | Fecha de lanzamiento | Fuente  | Fecha eliminación                         | Crackeado antes de retirar Denuvo |
| --------------------------------- | ------------------ | --------------------- | -------------------- | ------- | ----------------------------------------- | --------------------------------- |
| Yakuza Kiwami                     | Sega               | Sega                  | TBA                  | [ 145 ] | Se le retiró DENUVO antes del lanzamiento | N/A                               |
| INSIDE                            | Playdead           | Playdead              | 2016-07-07           | [ 147 ] | 2016-11-23                                | Si                                |
| DOOM                              | Bethesda Softworks | id Software           | 2016-05-13           | [ 150 ] | 2016-12-08                                | Si                                |
| The Climb                         | Crytek             | Crytek                | 2016-04-28           | [ 153 ] | 2016-12-10                                | No                                |
| Homefront: The Revolution         | Deep Silver        | Dambuster Studios     | 2016-05-17           | [ 155 ] | 2017-03-06                                | No                                |
| Titanfall 2                       | Electronic Arts    | Respawn Entertainment | 2016-10-28           | [ 157 ] | 2017-03-31                                | No                                |
| 2Dark                             | Bigben Interactive | Gloomywood            | 2017-03-10           | [ 158 ] | 2017-04-19                                | Si                                |
| Syberia 3                         | Microïds           | Microïds              | 2017-04-20           | [ 161 ] | 2017-04-27                                | Si                                |
| RiME                              | Grey Box           | Tequila Works         | 2017-05-26           | [ 164 ] | 2017-06-02                                | Si                                |
| Hitman                            | Square Enix        | IO Interactive        | 2016-03-11           | [ 165 ] | 2017-06-20                                | Si                                |
| Mass Effect: Andromeda            | Electronic Arts    | BioWare               | 2017-03-21           | [ 167 ] | 2017-07-06                                | Si                                |
| Adrift                            | 505 Games          | Three One Zero        | 2016-03-29           |         | 2017-09-14                                | Si                                |
| Life Is Strange: Before the Storm | Square Enix        | Deck Nine             | 2017-08-31           | [ 169 ] | 2017-10-19                                | Si                                |
| Agents of Mayhem                  | Deep Silver        | Volition              | 2017-08-15           | [ 172 ] | 2017-11-09                                | Si                                |
| Resident Evil 3 Remake            | Capcom             | Capcom                | 2020-02-02           |         | 2020-10-01                                | No                                |
| DOOM Eternal                      | Bethesda Softworks | id Software           | 2020-03-19           |         | 2023-09-06                                | Si                                |